# Organización de Arquitectura Moderna
La Organización de Arquitectura Moderna fue una organización de arquitectos de Argentina. Fue creada en 1948 y se disolvió hacia 1957.
Participaron en el grupo Horacio Baliero, Juan Manuel Borthagaray, Francisco Bullrich, Alberto Casares Ocampo, Alicia Cazzaniga, Gerardo Clusellas, Carmen Córdova, Jorge Goldemberg, Jorge Grisetti y Eduardo Polledo.

## Influencias
Participaron en el Centro de Estudiantes de Arquitectura, que publicaba un boletín y se vincularon con personalidades como Amancio Williams, Antoni Bonet y Tomás Maldonado quienes influyeron en el desarrollo del grupo. En especial este último que en 1951 funda la revista nv, nueva visión, con el propósito de promover la síntesis de las artes. Los integrantes de oam participaron de este proyecto. 
"Junto a él alternábamos los estudiantes que me acompañaban en esos años y que constituirían la generación que fundó los grupos "axis", "oam", "harpa", "nueva visión" e "infinito", escritos todos así, con fanático y estricto minusculismo tipográfico."
Jorge Grisetti fundó a mitad de la década del 50 la Editorial Nueva Visión, que difundió las novedades de la cultura arquitectónica, siendo sus publicaciones una referencia en países de habla hispana.
Los vínculos con la Bauhaus y con el racionalismo de Alemania y Suiza, se manifestaron especialmente en la relación del grupo con la Asociación de Arte Concreto "Invención". Le Corbusier y Wright fueron las principales referencias del grupo.
Tenían su sede en el petit hôtel de Cerrito 1371 que albergaba el estudio de oam, la exposición de sus muebles, la redacción de nv, la sede de la editorial, el taller de Tomás Maldonado, los conciertos de la agrupación Nueva Música, los talleres provisionales de los artistas Hlito, Girola, Iommi, y de los entonces estudiantes Justo Solsona y Eduardo Bell. El espacio era uno de los lugares de debate más vanguardistas de Buenos Aires.

## Proyectos de los integrantes
- 1951, Casa en el Country Club de Tortugas.
- 1953, Edificio de viviendas en Parera y Guido, Buenos Aires, Horacio Baliero, Carmen Córdova, Alberto Casares, Francisco Bullrich, Manuel Borthagaray, Jorge Goldemberg, Alicia Cazzaniga, Eduardo Polledo
- 1956, Edificio de viviendas en Alvear y Ayacucho, Buenos Aires. Autores: Horacio Baliero, Francisco Bullrich, Juan Manuel Borthagaray, Alicia Cazzaniga, Carmen Córdova, Alberto Casares, Jorge Goldemberg y Eduardo Polledo[6]
- 1954, Feria de América de Mendoza. Autores: Gerardo Clusellas y César Janello